# Hérouville-en-Vexin
Hérouville-en-Vexin é uma comuna francesa na região administrativa da Ilha de França, no departamento do Vale do Oise. Estende-se por uma área de 8.42 km². Em 2010 a comuna tinha 602 habitantes (densidade: 71,5 hab./km²).